# 凤翔街道 (汕头市)
凤翔街道是中国广东省汕头市澄海区下辖的一个街道。面积41.46平方公里，户籍人口13.7万人，下辖19个居委会。

## 行政区划
- 环东居委会、城东居委会、城南居委会、港口居委会、信宁居委会、东湖居委会、外埔居委会、东门居委会、昆美居委会、仙居居委会、南门居委会、涂池居委会、洲畔居委会、南港居委会、头份居委会、柴井居委会、北港居委会、百二两居委会、大埔堀居委会

## 交通
- S336 澄南公路